# Гилберт (Луизијана)
Гилберт (енгл. Gilbert) град је у америчкој савезној држави Луизијана.

## Демографија
По попису из 2010. године број становника је 521, што је 40 (-7,1%) становника мање него 2000. године.
| Група             | 2000.       | 2010.       |
| Белци             | 349 (62,2%) | 353 (67,8%) |
| Афроамериканци    | 201 (35,8%) | 162 (31,1%) |
| Азијати           | 0 (0,0%)    | 0 (0,0%)    |
| Хиспаноамериканци | 11 (2,0%)   | 1 (0,2%)    |
| Укупно            | 561         | 521         |